# Fresh (canción de Kool & the Gang)
"Fresh" (en español, «Fresca») es un sencillo del grupo estadounidense de género disco, R&B, y funk Kool & the Gang, lanzado en 1984.

## Historia
El sencillo fue grabado a mediados de 1984 y lanzado posteriormente como sencillo el 24 de noviembre del mismo año, para el que sería el octavo álbum de Kool & the Gang denominado Emergency. La misma alcanzó el puesto n.º 11 en el listas de Reino Unido, n.º 9 en las listas de Hot 100 de los Estados Unidos y fue número uno en los charts de R&B y dance de los Estados Unidos.  La canción además introdujo un nuevo significado a la palabra "fresco (a)", significando así "bueno(a)” con una connotación orientada al atractivo físico y emocional.

## Vídeo musical
El video de la canción se lanzó en el año de 1985 bajo la producción de la casa PolyGram Records Inc. La acción de su contenido tiene como referencia el cuento clásico de hadas Cenicienta, adaptado al ambiente nocturno de la cultura disco de los años ochenta. El mismo inicia con la banda interpretando la canción en el salón de baile en una discoteca. A continuación, se ven dos mujeres arias con sobrepeso, columpiándose y comiendo sándwiches, las mismas son las hermanastras, y el personaje de la Cenicienta (representada por una joven negra) haciendo la limpieza del piso con su ropa hecha harapos. Cuando las hermanastras se dirigen al baile que está amenizando la banda, aparece su hada madrina, (con un parecido enorme a Marilyn Monroe) al verla le lanza una especie de bomba casera que al explotar frente a la joven convierte sus desgarradas prendas, en un vestido de encaje blanco inmaculado, con este se encamina al club de disco, ya en el mismo se roba la atención y miradas de todos los presentes, incluyendo la del vocalista del grupo, James "J.T." Taylor; este al tenerla frente se enamora perdidamente de su belleza y actitud al bailar, al llegar la medianoche la joven misteriosa corre a la salida y desaparece entre una explosión de humo, dejando un zapato de tacón, el cual es descubierta por Boyce, y junto a su banda se dirigen a buscarla, estos encuentran a sus hermanastras, pero ninguna tiene su parecido y se desesperan, posteriormente al llegar a la casa de Cenicienta, este la reconoce y ella afirma ser la dueña del lujoso calzado, así se consuma el amor de ambos, contrayendo nupcias, y tras la ceremonia se despiden de sus amigos de la banda, alejándose en un carruaje medieval. Al final aparece de nuevo la banda aún tocando el tema musical, haciendo entrever que todo era un sueño.

## Posicionamiento en listas

### Gráficos semanales de sencillos
| Listados (1985)                               | Mejor Posición |
| --------------------------------------------- | -------------- |
| Canadá (RPM Top Singles)                      | 10             |
| Estados Unidos (Billboard Hot 100)            | 9              |
| Estados Unidos (Billboard Dance)              | 5              |
| Estados Unidos (Billboard Adult Contemporary) | 5              |
| Estados Unidos (Billboard R&B)                | 1              |
| Estados Unidos (Cash Box Top 100)             | 10             |
| Irlanda (IRMA)                                | 19             |
| Países Bajos (Dutch Top 40)                   | 27             |
| Reino Unido (OCC)                             | 11             |

### Listados Fin de Año
| Listas (1985)                          | Posición |
| -------------------------------------- | -------- |
| Canadá                                 | 84       |
| Estados Unidos (Billboard Hot 100)     | 89       |
| Estados Unidos (Hot R&B/Hip-Hop Songs) | 15       |
| Estados Unidos (Cash Box)              | 95       |

## Cultura popular
En la película de Edward Yang de 1986 Terrorizers esta canción es interpretada en un club de baile cuando una joven quiere atraer a un hombre para que ella y una banda criminal puedan robar su dinero. 
El sencillo además ha sido utilizado como tema comercial por varias empresas multinacionales para promover sus campañas publicitarias; entre ellas destacan las marcas reconocidas Ariel, Wendy's, Jewel, Apérivrais, Calvé, entre otros.

## Otras Versiones
En 1996 el dúo alemán Beat System lanzó su versión de "Fresh" para su álbum ‘’Refreshinator’’, que si bien mantiene la estructura esencial de la versión original, está contrasta por importantes pasajes cantados en género rap. La misma llegó a la posición nº15 de la lista de sencillos de la SNEP de Francia, y al nº18 en los VRT Top 30 de Bélgica.
Posteriormente en 2004 el grupo de pop irlandés Liberty X regraba la canción; esto para participar en la recopilación de grandes éxitos de Kool & the Gang  titulada "The Hits: Reloaded",  y para su álbum de estudio ‘’Being Somebody’’. La pista alcanzó el número n.º 3 en Alemania, nº12 en Francia y nº55 en España.
En el año 2008 la banda canadiense de jazz, The Lost Fingers, realizó una versión para su álbum ‘’Lost in the 80s’'.